# أسد بابل (تمثال)

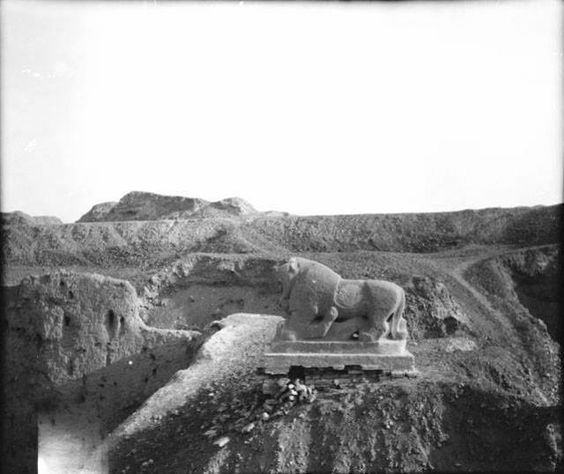
أسد بابل عام 1909

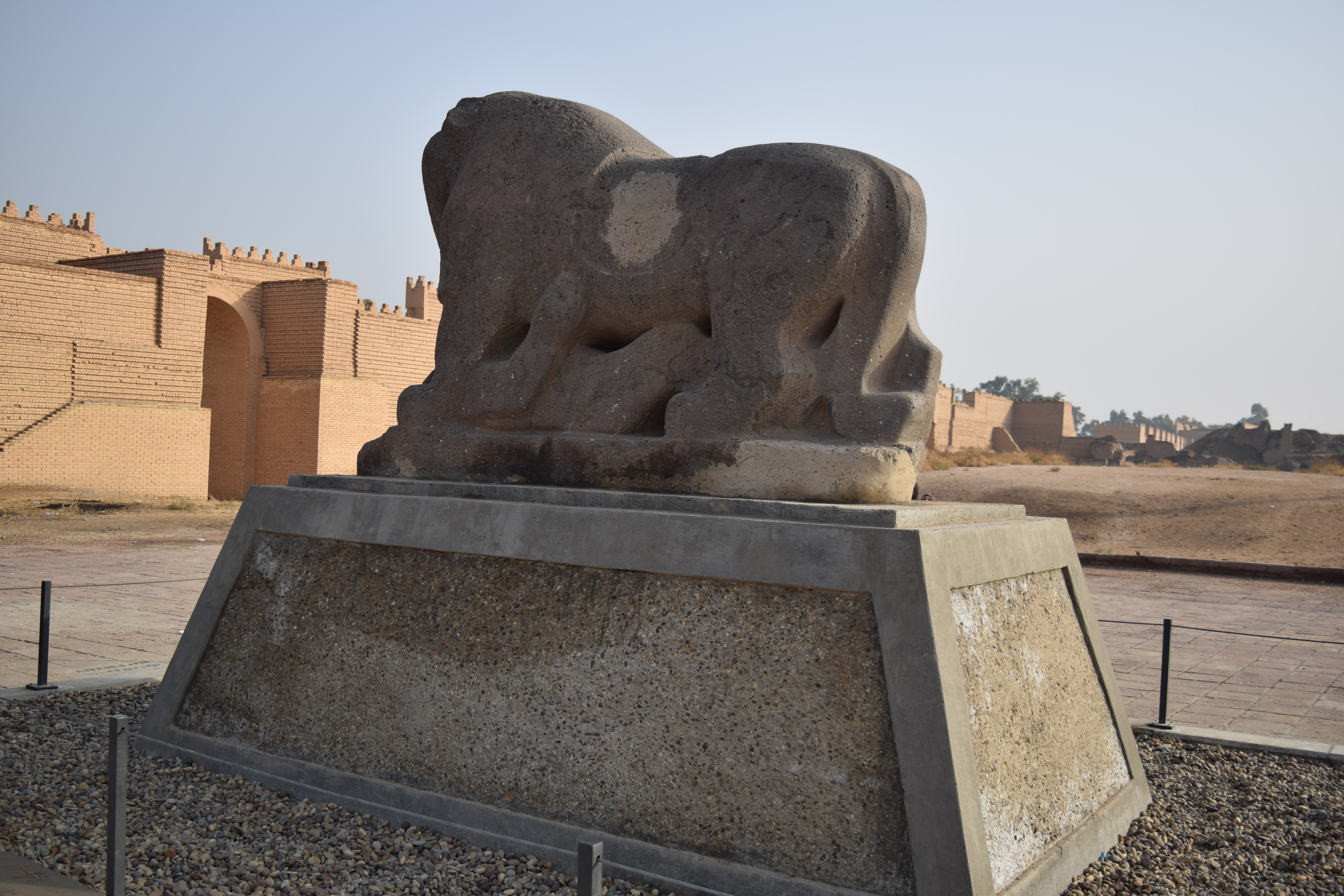
أسد بابل في ديسمبر 2016

أسد بابل وهو تمثال لأسد عثر عليه في مدينة بابل الأثرية في العراق في سنة 1776 من قبل بعثة حفريات أثرية ألمانية، وهو مصنوع من حجر البازلت الأسود الصلب، حيث يظهر هذا التمثال على شكل أسد يقف على شخص بشري، طوله يبلغ حوالي متران وهو موضوع على منصة طولها حوالي متر عثر عليها بالقرب من مبنى الجنائن المعلقة، رجح بناء هذا التمثال من قبل الملك البابلي الكلداني نبوخذ نصر الثاني (605-562 ق م)، إلا أن شكله ومادة صنعه رجحت العلماء من أنه قد يعود إلى فترة الحيثيون، وعلماء آخرون قالوا أنها من المحتمل أن تكون من الغنائم التي غنمها البابليون أثناء فترة حكم نبوخذنصر الثاني أثناء إغارته على بلاد حاتي، ويرى الباحثون أن تمثال أسد بابل هو تجسيد لقوة بابل وفرض سلطتها على الشعوب.
وقيل حول التمثال قصص عدة، إن التمثال الواقع على بقعة صغيرة من أرض مدينة (بابل القديمة) ويمثل قطعة حجرية كبيرة هي عبارة عن هيئة أسد يجثم على جسد بشري، يبلغ طولها ما يقارب المترين موضوعة على منصة (زقورية) بارتفاع متر. وقد سمي عبر الزمان بـ (أسد بابل). عثر على هذه القطعة الحجرية المصنوعة من (البازلت الأسود الصلب)في آذار من سنة (1776) ميلادية، من قبل فرقة تنقيب آثارية ألمانية في القصر الشمالي لمدينة (بابل) الذي بناه الملك البابلي الرابع من (سلالة أيسن الثانية) ويرجح أنه الملك (نبوخذنصر الثاني) الذي عاش في عام (604) قبل الميلاد وهو أبن (نبوخذنصر الأول).
وقد اعتبرت هذه القطعة النحتية من أهم الشواهد الحضارية للحضارة البابلية بشكل خاص وللفن الرافديني بشكل عام وللفكر ألإنساني جمعاء. وقد تباينت الآراء حول مرجعية تمثال (أسد بابل) التأريخية وعائديته. فهناك من يقول أنه لم يعود للبابليين لأن أسلوب تنفيذه الفني وطريقة تصميمه بعيدة عن الأسلوب البابلي في فن النحت، وهو يقترب من أسلوب (الفن الحثي) الذي يمثل الحضارة (الحثية) المجاورة لحضارة (بابل) اللتان تحاربتا فترة من الزمن وانتهت تلك الحروب بأنتصار (البابليين).
على هذا ألأساس قد يكون من المحتمل أن جلب من (الحثيين) كأحدى غنائم الحروب التي خاضها (نبوخذنصرالثاني) ضد أولئك القوم في شمال أرض الرافدين.ثم أن منطقة بابل بأراضيها السهلة والمنبسطة خالية من الصخور ومن الأحجار كحجر (البازلت الصلب) الذي يتواجد أكثر في المناطق الشمالية البعيدة عن (بابل).فمن أين جاء البابلي بهذه الصخرة الثقيلة والكبيرة؟ ومهما يكن من أمر تلك الآراء، فأن عثور فريق التنقيب عليه كقطعة آثارية مهمة جدا في القصر الشمالي لمدينة (بابل) في منتصف القرن (الثامن عشر الميلادي 1776) هو الدليل القاطع على (بابليته وعراقيته).وما يدلنا على عراقية العمل هو أن الأستاذ الدكتور زهير صاحب أستاذ مادة تأريخ الفن في جامعة بغداد قال في أحد مقالاته القيمة حول التمثال ((أن شكل ألأسد في هو من أكثر مفردات الطبيعة ظهورا في الفنون البابلية في العهد الحديث فقد مثل الأسد (مائة وعشرون مرة) على جدران (شارع الموكب) وعلى جدارية الملك - نبو خذ نصر- )).
عبر تمثال (أسد بابل) عن وجود وعي جمالي مذهل، تمثل في التعبير عن عظمة بابل وملكها القوي. وقساوة التحديات مع القوى الداخلية والخارجية.هذا فضلا عن أن التمعن في أسلوب صناعته فنيا يوحي بوجود لمسات من ألأسلوب البابلي المعروف بالواقعية والدقة إضافة إلى شيء من التجريد في نحت ورسم الأسود وبنفس طريقة تنفيذ (أسد بابل). وفي التمثال المذكور نجد أن هناك أجزاء تبدو متداخلة ولكن اجتماعها يوحي بوجود هيئة أسد يجثم فوق جسد بشري.ويجد المتفحص والباحث في معاني الفن القديم أن النحات هنا وكأنه يروم تقديم عمل فني الغاية منه تجسيد فكرة القوة والعظمة أزاء الضعف والهوان، عبر محاكاة واقعية. حيث تأثر الخطاب التشكيلي لاسيما النحت بالظروف التي مرت بها بابل في عهد التحديات ومواجهة العيلاميين ثم الحثيين زمن نبوخذ نصر الثاني في 605- 562 قبل الميلاد.وما يتطلبه الأمر من تعبئة للفن خدمة للمعارك من أجل تخليص بابل من براثن الأعداء فضلا عن وجود التحديات الداخلية المتمثلة بـ (القوة الآشورية) التي تبغي انتزاع السلطة من (البابليين).
أن الفنان البابلي كان يسعى لتمجيد انتصارات شعبه وقائده (نبو خذ نصر). فظهر ذلك جليا في عملية (التعظيم) من خلال قوة وثقل كتلة الحجر المادية زائدا ما تحويه من معنى غير منظور. فهيئة الأسد تبدو ثقيلة وهي تجثم على الجندي الخاسر المنهزم امام الأسد الرمزالبابلين، عندما استخدم الفنان حجر (البازلت) الصلب للتعبير عن ذلك.فأتضحت روعة الأداء الفني التشكيلي للنحات من خلال براعته في التبسيط وألأختزال إلى حد التجريد كما عبر عنها أ.د.زهير صاحب. وأنت تقف أمام الأسد وهو يصرع الجندي تجد ان هناك مهارة في أجادة نحت أجزاء الجسم الحيواني بتزاوج المسحة الواقعية إلى جانب التعبيرية التجريدية.فتجد ان المثال البابلي يمتلك رؤية تشكيلية تجعله في مصاف الفنانين المبدعين حيث نجح في تحقيق (رمزية) الأسد والجندي عبر الحجرالصلب. وهو يظهر لنا تأكيداته بطريقة معالجة اتجاه العضلات المتوترة والمنبسطة والممتدة رغم أن الأسد واقفا. وهنا برع الفنان البابلي في أن تجاوز الفعل التقليدي باتجاه حالة أبداع فكري من خلال قدرة تصميمية واعية فضلا عن وجود شعور بخلق شكل يوحي بالعظمة والقداسة إلى جانب المظهر الجمالي.
لقد بعث لنا النحات البابلي رسالة عبر منجزه الأبداعي المذهل في (أسد بابل) مفادها أن التعامل مع الحجر بقدرة فنية تشكيلية تحول ذلك الحجر عبر مجازات وأستعارات وترميزات إلى (قيمة فكرية) كبيرة جدا. فجعل منها وهي حجرة صماء شعارا لعظمة بابل ومجد ملوكها.ولم ينسى العلاقات الجمالية في تكوين منجزه الأبداعي حيث التقعرات والتحدبات والأنحناءات الرائعة فضلا عن تناسبية شكل الأسد وعلاقته الشكلية مع ما تبقى من جسد الجندي الصريع.